# Wladimiroff
De familie Wladimiroff heeft zijn origine in Letland in het keizerrijk Rusland. De Russische spelling van de naam is Vladimirov (Russisch: Владимиров, oude spelling ВЛАДИМІРОВЬ). De stamvader is Aleksandr Vladimirovič Vladimirov (1828-1901); hij was burger van Riga en kleinburger van Sint-Petersburg. Zijn zoon Vladimir Aleksandrovič Vladimirov (1853-1926) verwierf in 1889 erfelijke Russische adeldom middels het rangenstelsel tsjin (čin). Na de Russische revolutie vestigde diens zoon Ir. Michail Vladimirovič Vladimirov (1886-1952) zich met zijn gezin in 1921 in Nederlands-Indië en in 1946 met zijn vrouw te 's-Gravenhage. Hij werd als Michail Wladimiroff in 1936 genaturaliseerd tot Nederlander.

## Nederlandse adel

Wapen Nederlandse tak

Drie leden van de familie gingen met hun wettige afstammelingen in mannelijke lijn in 1978 door inlijving behoren tot de adel van het Koninkrijk der Nederlanden met het predicaat van jonkheer en jonkvrouw. Dit waren de drie zonen van Michail Wladimiroff (1911-1978, bij zijn geboorte erfelijk edelman van het gouvernement Smolensk, in 1938 genaturaliseerd tot Nederlander). Het betreft: prof. jhr. dr. Juriy Wybe (Jura) Wladimiroff (1939), jhr. dr. Igor Wladimiroff (1943) en prof. jhr. mr. Michail (Mischa) Wladimiroff (10 januari 1945 - 8 april 2025)

## Niet-adellijke tak
De afstammelingen van Wassili Wladimiroff (1909-1975, bij zijn geboorte erfelijk edelman van het gouvernement Smolensk, in 1938 genaturaliseerd tot Nederlander), hebben geen verzoek tot inlijving gedaan. Zij wonen in Zweden.

## Enkele telgen
Aleksandr Vladimirovič Vladimirov (1828-1901)
- Vladimir Aleksandrovič Vladimirov (1853-1926), gepensioneerd luitenant-kolonel, staatsraad in werkelijke dienst, laatstelijk vicegouverneur van Vitebsk en lid 4e Rijksdoema 1916-1917
  - ir. Michail Vladimirovič Vladimirov (1886-1952), stafkapitein der admiraliteit in Russische dienst, later werkzaam in Nederlands-Indië en Nederland
    - Michail Wladimiroff (1911-1978)
      - prof. jhr. dr. Juriy Wybe (Jura) Wladimiroff (1939), hoogleraar gynaecologie Erasmus universiteit
      - jhr. dr. Igor Wladimiroff (1943), bestuursadviseur, auteur op het gebied van historische cartografie, lid Raad van toezicht van het Zuiderzeemuseum
      - prof. jhr. mr. Michail (Mischa) Wladimiroff (1945-2025)[12] , advocaat, lid gemeenteraad van 's-Gravenhage (1978-1982)
- prof. ir. Konstantin Aleksandrovič Vladimirov (1860-1926), hoogleraar geologie TH Sint Petersburg, staatsraad in werkelijke dienst
- prof. dr. Aleksandr Aleksandrovič Vladimirov (Alexander Wladimiroff) (1864-1940),[13] internationaal befaamd microbioloog, patholoog en epidemioloog, staatsraad in werkelijke dienst